# 3826-os busz
A 3826-os jelzésű autóbuszvonal egy Hidasnémeti és Kéked között húzódó helyközi vonal, amelyet a MÁV Személyszállítási Zrt. üzemeltet Gönc érintésével.

## Útvonala
Hidasnémeti vasútállomásától indul. A 3-as főútra kanyarodik, Miskolc felé kezd haladni. Nem sokkal később a 3808-as mellékúton megy tovább, keresztezi a Hernádot. Néhány eseten kívül az összes érinti Gönc kisvárost, városházájánál fordul. Második település Zsujta, ezt követően nagyrészt a 3709-es mellékúton tartózkodik. A vonal kitérés nélküli 12. kilométerjénél az erősen Szlovákiával határos Abaújvár helyezkedik el. Ezt követi majd minden esetben Pányok község, és a vonal végállomása, Kéked következik, előtte szinte mindig kiszolgálja Felsőkékedet is. Fürdőjénél végállomásozik.
Ellentétes irányban útvonala változatlan.

## Közlekedése
Indításszáma alacsony, óriási szerepet tölt be a környéken a vonal. A 3826-os buszokon kívül csak 3929-es buszok (Sátoraljaújhelyről/-re) közlekednek erre, szintén kevés alkalommal. A határmenti falvak kevésszer felkeresettek, ha naponta néhány busz is betér, akkor az ezen kettő vonal egyike lehet. Hidasnémetin Miskolc felé és felől vasúti csatlakozás biztosított.
| Viszonylat                      | Indításszám     | Közlekedési rend     |
| ------------------------------- | --------------- | -------------------- |
| Hidasnémeti, vá. – Kéked, fürdő | 3 pár           | munkanapokon         |
| Hidasnémeti, vá. – Kéked, fürdő | 3 oda, 2 vissza | szabadnapokon        |
| Hidasnémeti, vá. – Kéked, fürdő | 3 pár           | munkaszüneti napokon |
| Kéked, fürdő ➝ Gönc, vh.        | 1 oda           | munkanapokon         |
| Kéked, fürdő ➝ Gönc, vh.        | 1 oda           | szabadnapokon        |

## Megállóhelyei
| 0 | Hidasnémeti, vasútállomás végállomás        | 0.0 km  | 3723, 3822, 3823, 3824, 3825, 3929 Hernád nemzetközi InterCity, személyvonat, vonatpótló – Hidasnémeti [90/98.] |
| 1 | Hidasnémeti, vasútállomás bejárati út       | 0.4 km  | 3723, 3823, 3824, 3825, 3929                                                                                    |
| 2 | Hidasnémeti, takarékszövetkezet             | 1.2 km  | 3723, 3822, 3824, 3825, 3929                                                                                    |
| 3 | Zsujtai elágazás                            | 4.6 km  | 3723, 3824, 3825, 3929                                                                                          |
| Tanítási napokon 1; tanszünetben munkanapokon 2; szabadnapokon 2; munkaszüneti napokon 3 indítás nem érinti. |                                             |         | |
| 4 | Gönci elágazás                              | 5.2 km  | 3723, 3824, 3825, 3929                                                                                          |
| 5 | Gönc, sporttelep                            | 6.0 km  | 3723, 3824, 3825, 3929                                                                                          |
| 6 | Gönc, városháza vonalközi végállomás        | 6.8 km  | 3723, 3824, 3825, 3929                                                                                          |
| 7 | Gönc, sporttelep                            | 7.6 km  | 3723, 3824, 3825, 3929                                                                                          |
| 8 | Gönci elágazás                              | 8.4 km  | 3723, 3824, 3825, 3929                                                                                          |
| 9 | Zsujtai elágazás                            | 9.0 km  | 3723, 3824, 3825, 3929                                                                                          |
| 10 | Zsujta, vasúti megállóhely                  | 10.5 km | 3929 vonatpótló – Zsujta [98.]                                                                                  |
| 11 | Zsujta, Béke út 19.                         | 11.4 km | 3929 |
| 12 | Zsujta, községháza                          | 12.2 km | 3929 |
| 13 | Abaújvár, telkibányai elágazás              | 16.3 km | 3929 |
| 14 | Abaújvár, posta                             | 17.1 km | 3929 |
| 15 | 9-es kilométerkő (termelőszövetkezet telep) | 17.9 km | 3929 |
| 16 | Pányoki elágazás                            | 18.7 km | 3929 |
| Munkanapokon 2; hétvégén 1 indítás nem érinti.                                                               |                                             |         | |
| 17 | Pányok, Fő út 2.                            | 19.8 km | 3929 |
| 18 | Pányok, híd                                 | 20.2 km | 3929 |
| 19 | Pányok, Fő út 2.                            | 20.6 km | 3929 |
| 20 | Pányoki elágazás                            | 21.7 km | 3929 |
| 21 | Kéked, községháza                           | 24.0 km | 3929 |
| Munkanapokon 1; szabadnapokon 1 indítás nem érinti.                                                          |                                             |         | |
| 22 | Felsőkéked, autóbusz-forduló                | 25.1 km | 3929 |
| 23 | Kéked, községháza                           | 26.2 km | 3929 |
| 24 | Kéked, fürdő végállomás                     | 27.0 km | 3929 |